# Cyworld

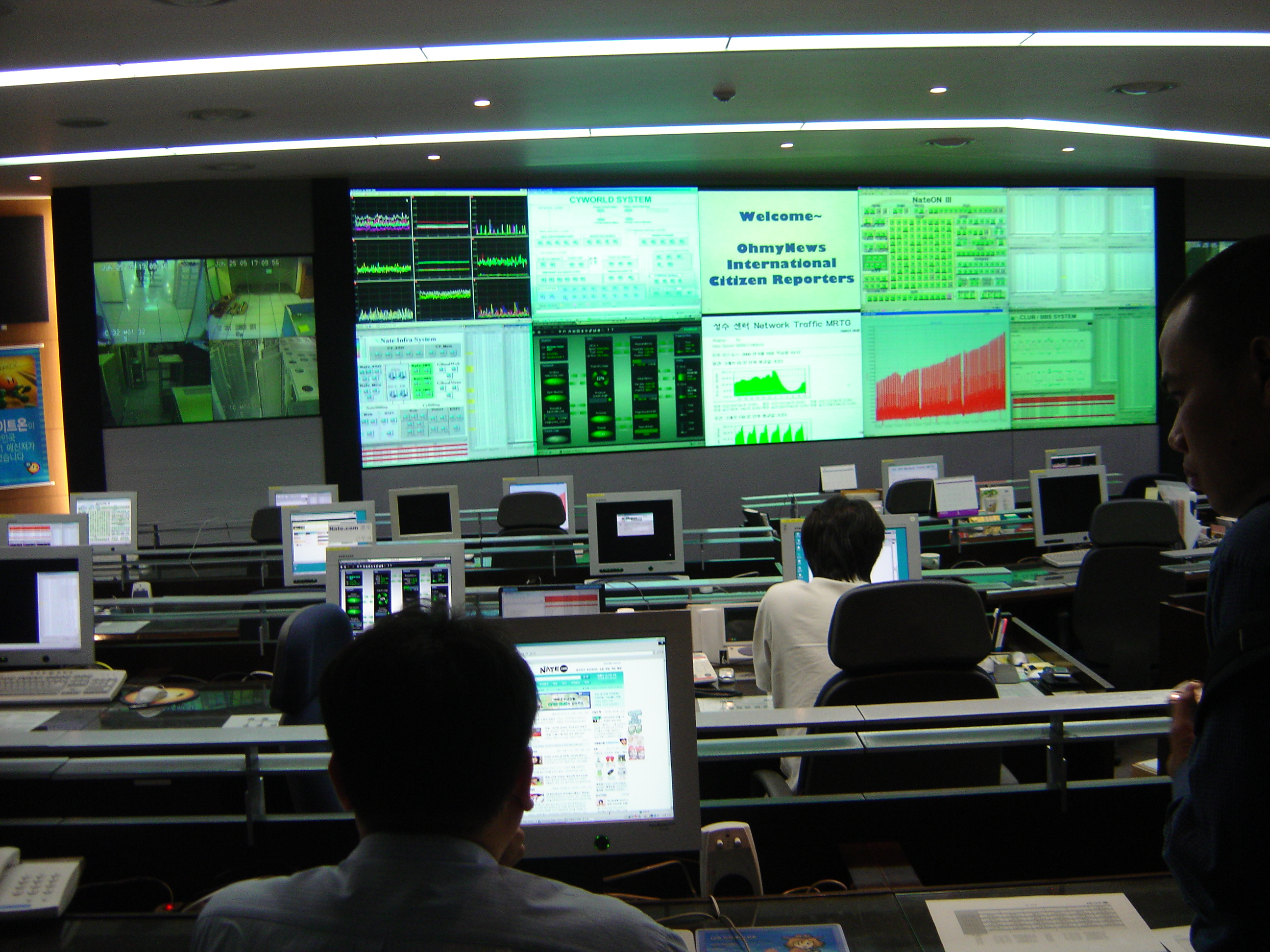
Cyworld control room in Seoul, Korea. Operation of the site is monitored here by the staff of SK Communications.

Cyworld (Hangul: 싸이월드) là một dịch vụ Hàn Quốc mạng xã hội được điều hành bởi SK Communications (Hangul: SK 커뮤니케이션즈), một công ty con của SK Telecom (Hangul: SK 텔레콤).
Các thành viên trau dồi các mối quan hệ bằng cách hình thành Ilchon (Hangul: 일촌, Hanja: 一寸) hay "tình bạn" với nhau thông qua minihompy "của họ" (mini-trang chủ), trong đó bao gồm một bộ sưu tập hình ảnh, video, bảng tin, lưu bút, danh sách bạn bè, và bản tin cá nhân.
Người dùng cũng có thể có avatar và "" mini-phòng, nhỏ, trang trí-thể, chung cư giống như không gian trong một chiếu phương, tất cả đều làm cho một kinh nghiệm giống như Sims.
Các "Cy" trong Cyworld có thể có nghĩa là "không gian mạng", nhưng cũng là một cách chơi chữ của Hàn Quốc cho mối quan hệ (Hangul: 사이 'giữa').
Doanh thu được tạo ra thông qua việc bán Dotori (Hangul: 도토리), hay "acorns", mà sau đó có thể được sử dụng để mua hàng hoá ảo, chẳng hạn như nhạc nền, đồ gỗ pixelated và các thiết bị ảo.
Cyworld cũng đã hoạt động tại Trung Quốc và Việt Nam.